# دهستان پشت آربابا
دهستان پشت آربابا نام دهستانی در بخش بخش آرمرده شهرستان بانه، استان کردستان در ایران است. براساس سرشماری مرکز آمار ایران در سال ۱۳۸۵، جمعیت آن ۵۶۴۱ نفر (۱۰۳۲ خانوار) بوده‌است.